# 19-й окремий батальйон радіаційного, хімічного, біологічного захисту (Україна)
19-й окремий батальйон радіаційного, хімічного та біологічного захисту (19 ОБ РХБЗ, в/ч А2174) — регулярний підрозділ Збройних Сил України, котрий у 2003 році брав участь в Іракській миротворчій операції на території Кувейту (Українська миротворча місія в Іраку).
Батальйон радіологічного, хімічного і бактеріологічного захисту, направлений Україною в березні 2003 року в Кувейт і призначений для ліквідації наслідків у разі застосування Іраком зброї масового ураження, був сформований і підготовлений ще до офіційного запрошення до участі у цій операції.
18 березня 2003 року Президентом України був підписаний Указ № 227 «Про направлення 19-го окремого батальйону радіаційного, хімічного та біологічного захисту Збройних Сил України до Держави Кувейт для надання допомоги в захисті цивільного населення цієї держави від наслідків можливого застосування зброї масового ураження і в ліквідації можливих наслідків застосування зброї масового ураження на території Держави Кувейт».

## Підготовка підрозділу
Батальйон комплектувався солдатами на контрактній основі, яких збирали з усієї України.
Підрозділи при цьому комплектувалися:
- управління, взвод РХБ розвідки, перша рота РХБЗ, штабна рота, інженерно-саперний взвод, ремвзвод, взвод матеріального забезпечення, медпункт, клуб — особовим складом Західного оперативного командування;
- друга рота РХБЗ — особовим складом Південного оперативного командування;
- рота дегазації та дезінфекції (обмундирування і спорядження) — особовим складом Північного оперативного командування.

Багато хто з солдатів і офіцерів вже мали досвід виконання завдань у миротворчих місіях.
На день формування 73 військовослужбовці були нагороджені медалями ООН «На службі миру», 42 — медалями НАТО «На службі миру і свободи» і 2 людини — медаллю «Воїну-інтернаціоналісту».

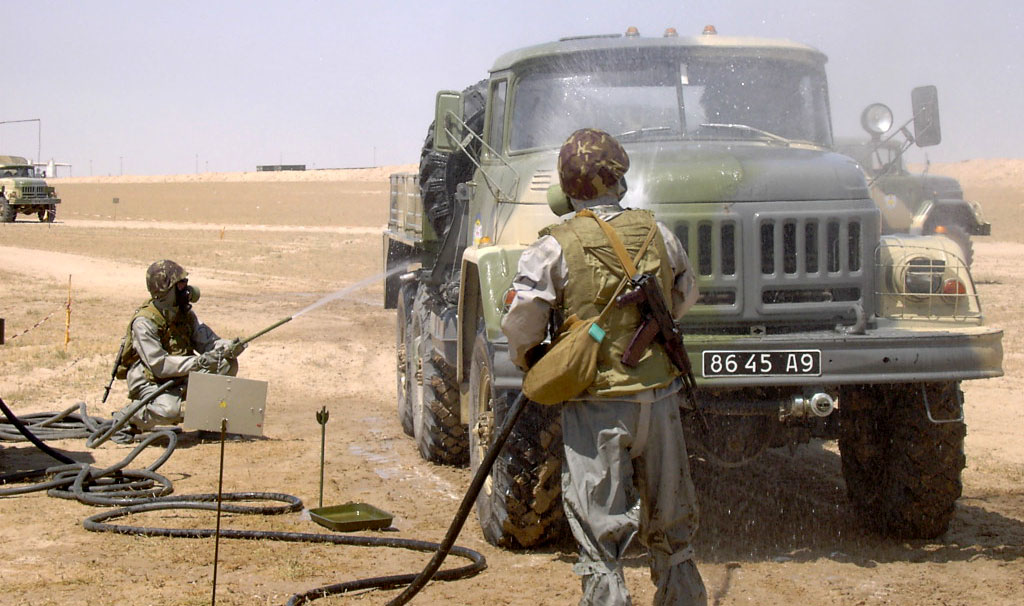
Військовики батальйону в Кувейті. 3 серпня 2003

Командиром батальйону був призначений заступник командира 704-го полку РХБ захисту з озброєння підполковник Оніщук Юрій Васильович, начальником штабу — першим заступником командира батальйону — підполковник Кіцула Василь Степанович.

## Організаційно-штатна структура
- Управління — 48 ос.
- Штабна рота — 87 ос.
- Взвод радіаційної, хімічної, біологічної розвідки — 18 ос.
- Дві роти радіаційного, хімічного, біологічного захисту — 180 ос.
- Рота дегазації та дезінфекції (обмундирування і спорядження) — 56 ос.
- Ремонтний взвод — 37 ос.
- Взвод матеріального забезпечення — 55 ос.
- Електротехнічний взвод — 19 ос.
- Медичний пункт — 29 ос.
- Клуб — 3 ос.

Всього — 532 військовослужбовців, з них: офіцерів — 65, прапорщиків — 35, сержантів — 75, солдат — 357.
Однак пізніше, вже в ході перекидання, відповідно до директив Міністра оборони України, структура і чисельність батальйону була змінена.